# Another Atmosphere
Another Atmosphere är det andra studioalbumet av VersaEmerge. Skivsläppet var planerat till den 31 oktober men har flyttats till början av 2013 . Den 31 juli 2012 släpptes tre av låtarna under namnet på EP:n Another Atmosphere: Preview. 

## Another Atmosphere: Preview
Den 31 juli 2012 släpptes No Consequences, Bones and Domesticated på EP:n Another Atmosphere: Preview.

## Låtlista
| Nr  | Titel           | Längd |
| --- | --------------- | ----- |
| 1.  | Burn            |       |
| 2.  | No Consequences | 3:10  |
| 3.  | Future          |       |
| 4.  | Domesticated    | 3.30  |
| 5.  | Extra-Ordinary  |       |
| 6.  | Invisible       |       |
| 7.  | Bones           | 3.39  |
| 8.  | Illusion        |       |
| 9.  | The End         |       |
| 10. | Dirt            |       |
| 11. | Catastrophe     |       |